# Michel Vázquez
Ricardo Michel Vázquez Gallien (ur. 15 maja 1990 w Guadalajarze) – meksykański piłkarz występujący na pozycji napastnika, obecnie zawodnik Guadalajary.

## Kariera klubowa
Vázquez pochodzi Guadalajary i w wieku sześciu lat zaczął uczęszczać na treningi do juniorskiego zespołu Club Jalisco. Występującym początkowo na pozycji obrońcy (później przekwalifikowanym na napastnika), ale strzelającym dużo bramek zawodnikiem zainteresowali się niebawem skauci czołowego klubu w kraju – lokalnego Chivas de Guadalajara i niebawem dołączył on do akademii młodzieżowej. W 2005 roku przebywał na sześciomiesięcznej wymianie w kolumbijskim zespole CD Once Caldas. Do pierwszej drużyny Chivas został włączony jako dziewiętnastolatek przez szkoleniowca José Luisa Reala i w meksykańskiej Primera División zadebiutował 17 kwietnia 2010 w przegranym 0:2 derbowym spotkaniu z Atlasem. W tym samym roku dotarł ze swoim zespołem do finału najbardziej prestiżowych południowoamerykańskich rozgrywek – Copa Libertadores, jednak pozostawał wyłącznie rezerwowym drużyny. Premierowego gola w najwyższej klasie rozgrywkowej strzelił 5 września 2010 w wygranej 3:0 konfrontacji z Estudiantes Tecos.
Latem 2011 Vázquez udał się na wypożyczenie do niżej notowanej ekipy Querétaro FC, gdzie spędził sześć miesięcy, regularnie pojawiając się na ligowych boiskach, jednak głównie jako rezerwowy. Bezpośrednio po tym, również na zasadzie półrocznego wypożyczenia, zasilił inny klub z Guadalajary – Estudiantes Tecos. Na koniec rozgrywek 2011/2012, pełniąc rolę głębokiego rezerwowego, spadł z Tecos do drugiej ligi. Po powrocie do Chivas został odsunięty od pierwszego zespołu przez holenderskiego szkoleniowca Johna van ’t Schipa, nie prezentując jego zdaniem umiejętności adekwatnych do gry w drużynie. Wobec tego w styczniu 2013 został wypożyczony na pół roku do drugoligowego zespołu Pumas Morelos z siedzibą w Cuernavace, gdzie jednak również nie potrafił sobie wywalczyć miejsca w wyjściowym składzie.
W lipcu 2013 Vázquez odszedł do drugoligowego klubu Delfines del Carmen z miasta Ciudad del Carmen, w którym bez większych sukcesów występował przez kolejny rok. Po rozwiązaniu zespołu, jako wolny zawodnik podpisał umowę z innym drugoligowcem – Lobos BUAP z siedzibą w Puebli, skąd po pół roku w roli rezerwowego powrócił do najwyższej klasy rozgrywkowej, na zasadzie wypożyczenia przenosząc się do Tiburones Rojos de Veracruz. W ekipie z portowego miasta również spędził sześć miesięcy, ponownie jako alternatywny napastnik, po czym udał się na wypożyczenie do swojego macierzystego Chivas de Guadalajara. W jesiennym sezonie Apertura 2015 zdobył z nim puchar Meksyku – Copa MX, pełniąc jednakże wyłącznie rolę głębokiego rezerwowego.
| Sezon     | Klub                        | Kraj   | Rozgrywki  | Mecze | Bramki |
| --------- | --------------------------- | ------ | ---------- | ----- | ------ |
| 2009/2010 | Chivas de Guadalajara       | Meksyk | Liga MX    | 2     | 0      |
| 2010/2011 | Chivas de Guadalajara       | Meksyk | Liga MX    | 14    | 1      |
| 2011/2012 | Querétaro FC                | Meksyk | Liga MX    | 14    | 3      |
| 2011/2012 | Estudiantes Tecos           | Meksyk | Liga MX    | 3     | 0      |
| 2012/2013 | Chivas de Guadalajara       | Meksyk | Liga MX    | 0     | 0      |
| 2012/2013 | Pumas Morelos               | Meksyk | Ascenso MX | 4     | 1      |
| 2013/2014 | Delfines del Carmen         | Meksyk | Ascenso MX | 20    | 5      |
| 2014/2015 | Lobos BUAP                  | Meksyk | Ascenso MX | 11    | 1      |
| 2014/2015 | Tiburones Rojos de Veracruz | Meksyk | Liga MX    | 15    | 1      |
| 2015/2016 | Chivas de Guadalajara       | Meksyk | Liga MX    |       |        |